# Cultura de Corumbá
Corumbá foi fundada no dia 21 de setembro de 1778 pelo Capitão-General Luís de Albuquerque de Melo Pereira e Cáceres, para impedir os avanços dos espanhóis pela fronteira brasileira em busca do mineral precioso, com o nome de Arraial de Nossa Senhora da Conceição de Albuquerque e transformou-se no principal entreposto comercial da região. A origem do nome é Curupah que, em tupi-guarani significa "lugar distante". 
A ocupação da região teve início ainda no século XVI quando, com a expectativa de encontrar ouro, a área do atual município foi explorada pelos portugueses, que começaram a chegar em 1524. Quando a passagem de barcos brasileiros e paraguaios pelo Rio Paraguai foi liberada, e devido à importância comercial que passou a ter, a localidade foi elevada a distrito em 1838 e, em 1850, a município. Corumbá mantém viva a esperança do amanhã, esperando por dias melhores. Cercada pelos morros e colinas, banhada pelo rio Paraguai, a cidade branca (denominada assim por conta do calcário encontrado em seu solo) é rica! Com seu próprio dialeto, gastronomia riquíssima e uma cultura popular única.
A cultura corumbaense é composta de influências de religiões com matrizes africanas e outras ligadas ao cristianismo. originárias dos estados e países de seus povoadores: entre as principais destas influências estão as culturas carioca, nordestina, paulista e sulista e de países como Itália, Síria, Palestina, Líbano, Bolívia e Paraguai. Ainda partilha a cultura do estado em que está inserido, o Mato Grosso do Sul. Nesse caso poderemos retornar ao passado recente na época em que a cidade sofreu a influência dos paídes do prata, herdando grande parte de seus costumes e hábitos, e no caso dali foi mais fácil pois a cidade era isolada geograficamente. Dessa época acabou conservando os seus prédios históricos de influência europeia, sua histórias, tradições e costumes. Atualmente a cidade é considerada o centro cultural mais adiantado do estado de Mato Grosso do Sul.

## Símbolos culturais
Corumbá tem como principais símbolos culturais; o pantanal, trem do Pantanal, o tereré, a onça pintada, o jacaré, o peixe pintado. Como animais se destacam a arara azul e o tuiuiú. Na flora tem destaque os ipês (roxo, amarelo e rosa) e o carandá.

## Cultura popular

### Produtos típicos
Seu artesanato pode ser encontrado à venda, entre outros lugares, na Casa do Artesão, onde encontram-se peças que representam animais da região e do Pantanal. Estes trabalhos muitas vezes apresentam detalhes em madeiras típicas da região. Também é possível encontrar peças, como argila, que possuem utilidade mais que puramente decorativa. Outros núcleos de artesanato da cidade são:
- Art Izu (Rua Cuiabá, entre as ruas Tiradentes e Antônio João): pertencente a artista plástica Izulina Xavier. No local estão expostos seus artesanatos que são confeccionados em pó de pedra, entalhes de madeira e cerâmica. No local é retratado animais do Pantanal, figuras sacras e momentos históricos da cidade de Corumbá.[3]
- Artesanato em Barro – Peixes (Avenida General Rondon, 2912): no local é possível comprar artesanato de peixes típicos da região. Atende todos os dias apenas com horário previamente agendado.[4]
- Associação Amor Peixe (Rua Dom Aquino Correa, 405, anexo à Casa do Artesão): no local é possível comprar artesanato de peixes típicos da região. Atende de segunda á sexta.[5]
- Bicho do Mato Camiseteria (Rua América, s/n): situado no saguão do Hotel Nacional, o mais luxuoso da cidade, vende diversos tipos de artesanatos[6]
- Casa de Massabarro (Parte baixa da cidade - Mapa): associação não-governamental com fins não-lucrativos, voltada exclusivamente para fins sociais com o intuito de dar às crianças do bairro uma oportunidade de profissão ao invés do ócio. Tem por objetivo incentivar a arte em cerâmica de crianças e adolescentes, que recriam a fauna e flora do Pantanal através da argila. A casa está sempre oferecendo peças artesanais em cerâmica, cuja temática é regional - pantaneira (flora e fauna), e também muitas peças de santos, principalmente "São Francisco".[1]
- Cooperativa Vila Moinho (Rua Domingos Sahib, 300): A Cooperativa Vila Moinho, cuja assembléia de constituição foi realizada no dia 03/03/2009, tem como meta despertar novos conhecimentos e aprendizados na comunidade e, consequentemente, contribuir com a melhoria da qualidade de vida das pessoas a partir de suas capacidades, habilidades e competências. São oferecidas oficinas de geração de renda (artesanato, corte e costura, gastronomia e serigrafia) para que as mulheres conquistem a sustentabilidade financeira. Através da implementação de oficinas de capacitação, objetivou-se criar oportunidades reais para que a comunidade foco do projeto tivesse condições de constituir novos negócios, agregando valor a produtos, gerando renda e empregos a familiares moradores dos municípios de Corumbá e região. Atualmente a cooperativa conta com 02 núcleos - Gatronomia e Corte e Costura. Todos os núcleos são incentivados à organização social, solidária e cooperativa, potencializando assim, a integração e intercâmbio entre os povos do país vizinho.[7]
- Levy Souvenirs (Rua Antonio Maria Coelho, 367): produz camisetas, chaveiros, louças e souvenirs, todos eles com motivos pantaneiros.[4]
- Loja Arte Pantaneira (Rua Manoel Cavassa, 267): comercializa camisetas, bonés, piranhas empalhadas, postais, chapéus, cinzeiros, artesanato em madeira, argila, bambu, taquara com motivos pantaneiros. Cerâmicas com desenhos andinos, bonecas de pano e bolsas feitas a mão.[4]
- Loja do Porto (Rua Manoel Cavassa, 97): vende camisetas, quadros, chaveiros, piranhas empalhadas, chapéus, bonés, artesanatos em madeira, argila, com motivos pantaneiros, bijuterias em sementes típicas da terra, licores de bocaiuva, pequi e jabuticaba.[4]

### Costumes

#### Influência
Até o ano de 1914, para ter acesso a qualquer parte do Brasil, os corumbaenses não tinham outra opção senão o rio da Prata, sendo obrigada a passagem por Assunção, Buenos Aires ou Montevidéu. Os costumes e linguagem latinas acabaram sendo absorvido pelos corumbaenses. Essa convivência com os países platinos acabou sendo muito acentuado justamente por causa dessa relação em função do transporte fluvial. Por causa das influências Corumbá teve seus costumes baseados no folclore portenho, sendo muito comum na mesma época grandes empresários locais passarem por Montevidéu via rio Paraguai até chegar a Porto Alegre e Rio de Janeiro para assistir a algumas peças teatrais. As viagens eram feitas no Fernando Vieira, luxuoso navio com 100 camalotes de primeira classe, navio esse que também trazia as principais companhias de teatro do Rio de Janeiro e cidades do Prata para fazer a apresentação no Bijou-Teatro, que era a maior casa de espetáculos da cidade, na época com 500 lugares. A diversão e entretenimento amenizava a sensação de isolamento que existia na região, e por causa disso o rio Paraguai era o único meio de transporte e comunicação. Por causa do isolamento a cidade acabou recebendo influência cultural desses países do prata, e se faz perceber mais na música, gastronomia e sotaque. No ano de 1913 um oficial das forças armadas, em visita a cidade, falou ao chegar a Corumbá: no hotel, no bar, nas casas de comércio, por toda parte, ouve-se falar todas as línguas nessa longínqua e pequena babel e não serei exagerado em falar que o português não é o idioma que mais se fala. Esse é um depoimento que revelava a influência estrangeira que existia em Corumbá na época.
Na zona rural as bombachas, guaiacas e outros utensílios fazem parte da vestimenta de vaqueiros e donos de fazendas, além dos próprios pantaneiros. Linguisticamente o muito obrigado era substituído por gracias. Também foram incorporadas palavras como chalana, buenas ao invés de boa tarde, bolita ao invés de bola de gude, pandorga ao invés de papagaio, bolicho ou venda ao invés de armarinho ou boteco, termos estes trazidos por argentinos e paraguaios. O jogo de carta mais praticado pelos corumbaenses era, principalmente nas fazendas, o truco espanhol. Há também outros hábitos adquiridos sob influência internacional foi o chimarrão, fumar o guarani (este não mais existente), ou de fazer a sesta.

#### Música e danças típicas
Em Corumbá o tango já chegou a ser a dança preferida da população nos clubes sociais. Os corumbaenses são bastante tradicionalistas e festeiros por excelência, sendo responsáveis por um dos melhores carnavais do interior do Brasil. Mas não se baseiam apenas nas festas, pois as danças e religiosidade também fazem parte de sua cultura.
Instrumentos musicais
- Acordeão: o som do acordeão é criado quando o ar que está no fole passa por entre duas palhetas (localizadas no chamado castelo, dentro do fole), que vibram mais grave ou agudo de acordo com a distância entre elas (quando mais distantes, mais grave o som) e seu tamanho (quanto maior, mais grave o som produzido). Quanto mais forte o ar é forçado para as palhetas, mais intenso é o som. O ar é proveniente do fole, que é aberto ou fechado com o auxílio do braço esquerdo. A maioria dos acordeões tem quatro vozes, que são diferentes oitavas para uma mesma tecla ou botão. Portanto, num acordeão de quatro vozes com o registro 'master' pressionado, ao tocar um Dó, na verdade são tocados dois Dós na oitava que pressionou, um Dó uma oitava acima e um Dó na oitava abaixo, e isso é responsável pelo som único do acordeão.[8]
- Flauta: possui um som melodioso, de timbre suave e doce.[9] Seu som depende essencialmente, por um lado, da natureza e da direção da onda de ar e, por outro, do comprimento da coluna de ar. O som fundamental da flauta é o DÓ3, a partir do qual a extensão do instrumento é de 3 oitavas, graças aos harmónicos 2 e 4 (oitava e dupla oitava), cuja emissão é obtida pela modificação da pressão do sopro.[10]
- Ganzá: é um instrumento musical de percussão utilizado no samba e outros ritmos brasileiros. O ganzá é classificado como um idiofone executado por agitação. É um tipo de chocalho, geralmente feito de um tubo de metal ou plástico em formato cilíndrico, preenchido com areia, grãos de cereais ou pequenas contas. O comprimento do tubo pode variar de quinze até mais de 50 centímetros. Os tubos podem ser duplos ou até triplos.[11]
- Reco-reco: também chamado raspador, caracaxá ou querequexé, é um termo genérico que indica os idiofones cujo som é produzido por raspagem. Há dois tipos básicos de reco-reco. O brasileiro, que é feito de aço, e o de madeira, muito comum em estilos de música latino-americanos como a cumbia e a salsa. Este  último é constituído de um gomo de bambu ou uma pequena ripa de madeira com talhos transversais. A raspagem de uma baqueta sobre os talhos produz o som.[12]
- Viola-de-cocho: instrumento construído artesanalmente pelos próprios violeiros, que usam materiais da região, como a madeira do sarã ou timbaúba (ou chimbuva), cola de poca, cordas de tripa de bugio ou de ema. Estudada por alguns pesquisadores, acredita-se que a viola de cocho tenha se originado do alaúde, instrumento musical usado durante a Idade Média que, vindo do Oriente Médio chegou à Europa. Imagina-se que tenha chegado ao Pantanal por volta do século XVIII, pela Bacia do Prata, único elo de ligação da Província de Mato Grosso com o mundo naquela época.[13]
- Viola caipira: a viola caipira tem características muito semelhantes ao violão. Tanto no formato quanto na disposição das cordas e acústica, porém é um pouco menor. Existem diversos tipos de afinações para este instrumento, sendo utilizados de acordo com a preferência do violeiro. As mais conhecidas são Cebolão, Rio Abaixo, Boiadeira e Natural.[14]

Generos musicais
- Chamamé: gênero musical, Oriundo do Nordeste da  Argentina em Corrientes. O  chamamé é o casamento musical da musicalidade Guaranítica com a Cultura Barroca oriunda do projeto de Jesuítico ocorrido na região missioneira que se estendia desde o Rio Grande do Sul, Argentina e Paraguai. A construção deste gênero musical recebe influência também das diversas levas da imigração europeia como Italiana, Espanhola, Alemã e até Sírio Libanesa.  Não existe uma definição  da palavra chamamé, porém, existem várias vertentes de interpretação. O chamamé é o resultado do amor, da fusão de raças (etnias), que misturadas com o tempo contaram a história do ser humano e de sua paisagem, projetando-se inclusive para outras fronteiras. Em sua origem o chamamé era tocada por orquestras, na atualidade utiliza o acordeão e o violão como instrumentos principais (Texto de Magali de Rossi 2009).[15]
- Guarânia: gênero musical de origem paraguaia, em andamento lento, geralmente em tom menor. As canções mais conhecidas são: Índia, Ne rendápe aju, Panambi Vera e Paraguaýpe criado orquestra sinfônica modo baseado em poemas, canções com sinfônico accompaniments.[16]
- Moda de viola: é uma expressão da música caipira brasileira que foi formado a partir das toadas, cantigas, viras, canas-verdes, valsinhas e modinhas, união de influências européias, ameríndias e africanas. Com uma estrutura que admite solos de viola e versos longos, intercalados por refrões, com letras extensas e que contam fatos históricos bem como acontecimentos marcantes da vida das comunidades onde são feitas, as modas de viola ganham vida independente do catira. A métrica geralmente é de sete sílabas (redondilha maior), aparecendo por vezes a de cinco sílabas (redondilha menor)[17]
- Moda pantaneira: expressão musical pantaneira que utiliza como instrumentos flauta e viola de cocho.
- Polca paraguaia: também chamada de Danza Paraguaya (do espanhol, dança paraguaia), é um estilo musical criado no Paraguai no século XIX.[18]
- Rasqueado: o ritmo folclórico do rasqueado e sua respectiva dança receberam influência da polca paraguaia. Desse contato dos refugiados com a população ribeirinha e da mistura do violão paraguaio com a viola-de-cocho surgiria o rasqueado. Definição da palavra rasqueado: "…arrastar as unhas ou um só polegar sobre as cordas, sem as pontear". (Acordes em glissandos, rápidos, rasgado, rasgadinho, rasgueado e rasgueo).[19]
- Sertanejo: outrora chamada genericamente de modas, toadas, cateretês, chulas, emboladas e batuques, cujo som da viola é predominante. Foi propagado por uma série de duplas, com a utilização de violas e dueto vocal. Esta tradição segue até os dias atuais, tendo a dupla geralmente caracterizada por cantores com voz tenor (mais aguda), nasal e uso acentuado de um falsete típico. Enquanto o estilo vocal manteve-se relativamente estável ao longo das décadas, o ritmo, a instrumentação e o contorno melódico incorporaram aos poucos elementos de gêneros disseminados pela indústria cultural.[20]
- Vanerão: também conhecido como limpa-banco, tem o andamento mais rápido do que a vanera, prestando-se ao virtuosísmo do gaiteiro de gaita piano ou botonera (voz trocada), sendo assim muitas vezes um tema instrumental. Quanto à forma musical, o vanerão pode ser construído em três partes (rondó), utilizado em ritmos tradicionais brasileiros como o choro e a valsa. Quando cantado, dependendo do andamento e da divisão rítmica da melodia, exige boa e rápida dicção por parte dos intérpretes. O Vanerão com sua vivacidade exige bastante energia, tantos dos músicos, como dos bailadores. Os passos do Vaneirão devem ser executados em quatro movimentos para cada lado, o conhecido dois pra lá e dois pra cá. Na dança as pessoas usam roupas originárias da Europa e Oriente Médio.

Danças
Entre as danças se destacam:
- Cururu: brincadeira que se baseia em movimento, música, canto e sapateado, sendo um ato de religiosidade e lazer. Somente homens participam e cantam em duplas. Os instrumentos usados são a viola-de-cocho (tipo de viola de braço com cordas de tripa de mico ou quati), adufe, pandeiro e reco-reco, que é produzidos por eles próprios. Os participantes começam fazendo a louvação ao santo e prosseguem em forma de desafio, com versos improvisados.[21]
- Siriri: tipo de dança que tem um par solista no centro. A dança é uma sequência de danças com várias coreografias e denominações. Os instrumentos usados são a viola de cocho, caixote ou tamborete batido com caracoxá (reco-reco feito com babu e tocado com garfo) e baqueta.[21]

#### Gastronomia
O que predomina na cidade é os peixes, principalmente pintado (ensopado ou assado), pacu (frito e acompanhado de pirão), jaú, piraputanga, piranha (frita, escabeche, ensopada ou em caldo) e dourado. Os preços dos restaurantes em Corumbá são baratos. Há opções de rodízios de pizzas e churrasco. Também tem forte influência indígena, com pratos a base de raízes, milho e palmito. Sopa de piranha também é um prato típico. Também e muito apreciado o churrasco pantaneiro, dando preferência a alguns cortes típicos, como a lingüiça de maracaju e a ponta e capa da costela, conhecida também por matambre, que tanto pode ser cozida ou assada. Há também a culinária boliviana com as saltenhas (pastéis assados recheados com batata e diversos tipos de carne) e chipas, de origem paraguaia.
Culinária
Salgados
- Arroz Carreteiro: carne picada, salgada,cozida com arroz. Antigamente a carne era levada pelos peões entre a sela e o lombo do cavalo e salgada pelo suor do mesmo.[2]
- Arroz boliviano: arroz feito com banana, carne moída, tomate, cheiro verde, cebola e queijo ralado.[22]
- Bolo de arroz: como o nome diz, é um bolo feito de arroz.[2]
- Carne de capivara: carne geralmente feita em modo assado.[23]
- Carne de jacaré: carne cozida de jacare e recheada com carne e legumes.Podendo ser degustada frita. [24]
- Carpaccio de dourado: prato feito a partir da carne de dourado cru, cortado em fatias finas, e é comumente servido como um aperitivo ou antepasto. De acordo com Arrigo Cipriani, atual dono do Harry's Bar, em Veneza, o Carpaccio foi inventado no Harry's Bar, onde foi servido primeiramente à condessa Amalia Nani Mocenigo, em 1950, quando ela informou ao dono do bar que seu médico havia recomendado o consumo exclusivo de carne crua. O Carpaccio consistia em finas fatias de carne crua, temperadas com molho de mostarda. O prato foi nomeado Carpaccio por Giuseppe Cipriani, o fundador e dono do bar, em referência ao pintor italiano Vittore Carpaccio, pois as cores do prato o recordavam das pinturas de Carpaccio.
- Caribeu: consitui-se de um guizado de carne com mandioca.[25]
- Chipa: semelhante ao pão de queijo mineiro, porém com consistência e sabor próprio. Em geral, o preparo de sua massa requer polvilho, óleo vegetal ou azeite de oliva, queijo ralado, ovos e sal. Após pronta a massa, os chipas são confeccionados sempre em forma de "ferradura" (o pão de queijo mineiro é em formato de bolinhas) e levados ao forno para assar.Pode-se acrescentar margarina no lugar do óleo vegetal.[2]
- Chipá guassú: torta de milho verde e queijo proveniente do Paraguai.[2]
- Churrasco com mandioca: prato feito a base de carne in natura ou processada, assada sobre fogo ou brasas, com a utilização de estacas de madeira ou metal, geralmente espetos ou grelhas. É acompanhada de mandioca frita e/ou cozida.[26]
- Cumandá quesú: de origem paraguaia é uma sopa de feijão verde e queijo.[2]
- Farofa de banana da terra: é um prato culinário salgado de acompanhamento da cozinha local cujo ingrediente principal é a banana-da-terra. É um prato bastante popular em Corumbá.[22]
- Farofa de carne: farofa feita a base de carne seca.[27]
- Filé de pintado a urucum: pintado feito em forma de file mignon, sem partes espinhosas.[28]
- Locro: ensopado a base de abóbora, feijão e milho.[2]
- Mandioca frita: mandioca preparado na fritura e servido seco com um condimento, geralmente sal ou queijo ralado.[29]
- Maria Izabel: cozido de carne seca com arroz.[2]
- Mojica de pintado: prato ensopado feito com file de pintado, mandioca, cebola e tomate.[30]
- Paçoca de carne seca: paçoca de carne seca socada no pilão.[2]
- Pacu assado e recheado: pacu que é feito inteiro e recheado com farofa.[2]
- Peixe ensopado: geralmente pacu ou pintado, consumido com caldo.[22]
- Pintado frito: pintado consumido frito.[31]
- Puchero/Pucherada: prato de origem espanhol. A olla podrida compõe-se sempre de carnes e legumes variados (pode levar presunto, carneiro, cerefólio, cominhos, couve branca aipo (cabeça), cenoura, feijão verde alface). A autêntica olla faz-se com chouriço e grão de bico. Há uma variação chamada Olla Poderosa, feita com feijão da zona de burgos.[2]
- Pintado a urucum: prato feito com filé de pintado, muzzarella e sementes de urucum.[32]
- Quebra torto: café da manhã tipicamente pantaneiro. Nele inclui-se o mate queimado (mate chimarrão queimado na brasa e depois se coloca água, sendo daí coado e servido), "engasga gato" ou "sujinho" (carne picadinha geralmente de sobras de churrasco com todos os temperos, refogada e misturada com farinha – comida molhada), a farofa de carne seca e o bolo de queijo frito (polvilho, ovo e queijo). Para a lida do gado, o pantaneiro leva a sua matula (comida que o pantaneiro carrega para o campo, como a farofa, rapadura e a bolacha pantaneira). Nas comitivas usa-se muito o macarrão boiadeiro (macarrão e carne seca com caldo) e o arroz carreteiro (carne seca com arroz).[2]
- Saltenha: pastel empanado recheado com frango, azeitonas, uva passa e gelatina, que, apesar de muito consumida e caracterizada da Bolívia tem sua origem em Salta, região argentina.[2]
- Sarravulho: chamado de sarrabulho em outras paragens, é um dos pratos mais tradicionais originários de Portugal, mais precisamente da região do Douro, onde os pratos são feitos a base de carne de porco com os nomes arroz de sarrabulho e papas de sarrabulho. Em Corumbá é preparada a base de miúdos de boi. Trata-se de um caldo grosso feito de miudezas de boi com vinho, carne, lingüiça calabresa, paio, azeitonas, batata em cubinhos e ervilha.[2]
- Sôo josu py: caldo de carne moída originário do Paraguai.[2]
- Sopa paraguaia: bolo salgado feito com cebola, milho e queijo.[2]
- Torta de cordeiro pantaneira: torta a base de carne de cordeiroe também com fubá, queijo, cebola picada.[2]
- Ventrecha de pacu frito: especie de bife de pacu empanado acompanhado com queijo.[2]

Doces
- Bolo de mandioca: bolo doce feito com mandioca.[33]
- Francisquito: doce geralmente amanteigado.
- Furrundu: feito com canela, rapadura e mamão verde ou pau do mamoeiro.[2]
- Quibebe: doce muito comum na região, feito principalmente de mamão.[34]

Bebidas
Bebidas muito comuns na cidade:

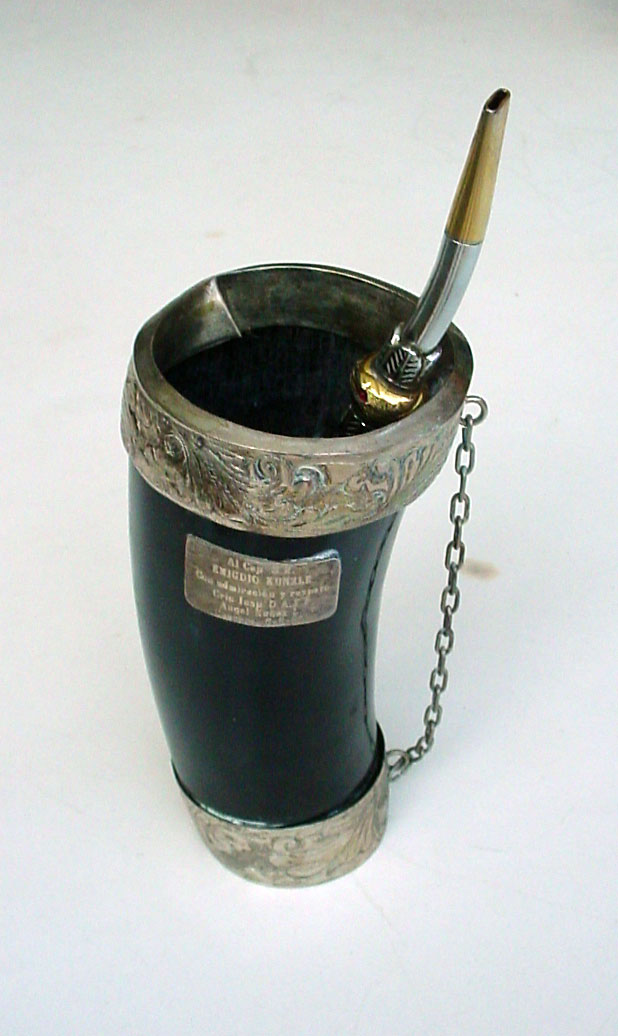
Recipiente típico de tereré.

- Caldo de Piranha: feito um pirão de piranha e coado, tomando-se o líquido. Costuma-se tomar o caldo de piranha em cumbucas bem apimentados. O caldo pode ser engrossado com farinha de mandioca. É um prato bastante afrodisiaco se consumido junto com amendoim cru.[35]
- Chicha: espécie de suco de milho.[2]
- Chimarrão: infusão de água quente e erva-mate servido numa cuia.[36]
- Licor de pequi: bebida doce á base de álcool e pequi.[2]
- Mate chimarrão: refrigerante a base de erva mate, mais consumido do que Coca-Cola.[37]
- Sorvete de bocaiuva: sorvete feito da farinha de Bocaiúva.[38]
- Suco de guaraná: suco feito á base de guaraná ralado, que foi importado dos índios maués da Amazônia.[2]
- Tereré: feito com infusão de erva-mate e água gelada, servido numa guampa geralmente de chifre de boi e com uma bomba, que é facilmente preparado e consumido nos encontros entre amigos e familiares. Existem regras bem definidas numa roda de tereré e que devem ser respeitadas. A bebida é consumida especialmente fim-de-semana acompanhada de música regional.[2]
- Xibé: bebida de origem indígena que é mistura de farinha de mandioca, água e mel.[2]

## Grupos de movimento cultural

### Vida musical
Em Corumbá o que mais se destaca em matéria de música é a Banda Municipal Manoel Florêncio, fundada em 1960, que abrilhanta os momentos fortes da cidade, executando um versátil repertório, que passeia do erudito ao popular. Outra tradição musical fortíssima é as Bandas de Percussão e Marciais das Escolas. Quase toda Escola em Corumbá possui uma Banda de Percussão ou Fanfarra. As mais tradicionais são a Banda Marcial do Colégio Salesiano Santa Teresa, fundada em 1936, e a da Cidade Dom Bosco,as únicas Bandas Marciais sobreviventes na cidade. Há um grande movimento de restauração das Bandas Marciais, com a inclusão de instrumentos de sopro nas Bandas de Percussão escolares.

### Grupos de teatro e dança
Principais grupos de teatro e dança na ativa em Corumbá:
- Companhia de Teatro Maria Mole (ILA - Praça da Republica 119, Centro): A Companhia de Teatro Maria Mole desde 1997 exerce atividades ininterruptas no município de Corumbá-MS, neste tempo produziu 20 espetáculos nos gêneros adulto, infanto-juvenil e empresarial. A companhia se pauta na pesquisa e aprofundamento da identidade cultural Corumbaense e na literatura nacional. Tem em seu repertório hoje três espetáculos: A Cartomante - Machado de Assis; O Homem Que Sabia Javanês - Lima Barreto; E o Meu Cabelo Arrepiou - Mário Feitosa. Participou de projetos e festivais nacionais e internacionais.[1]
- Grupo Folclórico de Cururu e Siriri (Avenida Brandão Junior, 90, Cervejaria): o grupo é formado de 8 a 10 pares, apresentam-se com regularidade na Festa de São João. O grupo já se apresentou em vários lugares de MS e também em São Paulo.[1]
- Oficina de Dança do Pantanal (endereço não-identificado): de estilo Contemporâneo, o grupo possui 22 dançarinos, apresentaram-se no Festival Nacional de Danças Folclóricas que ocorre em Blumenau - SC, na Mostra de Dança de Corumbá, no SESC - SP. Costumam se apresentar sempre na Festa de São João, bem como em outros eventos que acontecem na cidade.[1]

## Vida e lazer cultural

### Centros culturais
Corumbá dispõe dos seguintes centros culturais:
- Instituto Cultural Luís de Albuquerque (Praça da República - Mapa): O espaço contém museu, biblioteca, sala de exposição, salão nobre para lançamento de livros, sala de poetas, oficina de teatro, oficina de artes plásticas, oficina de música e oficina circense. Durante o Festival América do Sul abriga em seu espaço exposições de artes plásticas nos quais são expostos trabalhos de artistas conhecidos da região e de outos países.[19]

### Museus
- Memorial do Homem Pantaneiro (Ladeira José Bonifácio, 171 - Mapa): o museu abriga exposições permanentes e itinerantes sobre o ecossistema e a cultura pantaneira, cultura relativa aos povos que foram chegando e se fixando na região. O museu é um projeto de 2006, e que está instalado na Casa Vasquez & Filhos, prédio este que foi restaurado pelo Programa Monumenta.[39]
- Museu de História do Pantanal (Rua Manoel Cavassa, 275 - Mapa): esse museu retrata a história do homem que habitava a região pantaneira há seis mil anos até a chegada do colonizador, é composto por peças arqueológicas. Situado no Edifício Wanderley, Baís & Cia (restaurado em 2006), foi inaugurado em 2008.[40]
- Museu do Pantanal (Praça da República - Mapa): conta com uma coleção de animais empalhados, acervo de várias tribos indígenas da região (cadiwéu, terenos e bororós), sessões de artes plásticas, de artesanato em couro e barro, peças arqueológicas e painéis de marcas de ferro de gado usados nas centenárias fazendas. Objetos pessoais dos primeiros desbravadores do Pantanal e do Marechal Cândido Mariano da Silva Rondon, que cortou a região com suas linhas telegráficas. O Museu funciona dentro da Casa de Cultura Luis de Albuquerque.[19]

## Literatura

### Entidades
- Academia Corumbaense de Letras: com sigla a.C.L., é uma associação de duração ilimitada, que tem finalidade exclusivamente literária e cultural, legalmente constituída em pessoa jurídica. É a associação literária máxima que representa a cidade de Corumbá perante a Academia Brasileira de Letras.[41]

### Bibliotecas
- Biblioteca Gabriel Vandoni de Barros (Praça da República - Mapa): estima-se um número de aproximadamente trinta mil volumes, entre eles livros didáticos, científicos, periódicos e livros históricos. O acervo foi doado pelo pecuarista e escritor Dr. Gabriel Vandoni de Barros e funciona dentro da Casa de Cultura Luis de Albuquerque. Contém livros antigos próprios para pesquisa sobre a cidade de Corumbá. Situado no Instituto Luis de Albuquerque.[19]
- Biblioteca Manoel de Barros: a biblioteca possui 34 mil exemplares, sendo 13 mil títulos e aproximadamente 30 mil periódicos. Jornais históricos estão sob competência do Núcleo de Documentação Histórico que existe dentro do Câmpus e está aberto ao público que queira pesquisar. Situada dentro da UFPAN.[42]
- Biblioteca Municipal Lobivar de Matos: o acervo possui aproximadamente seis mil livros, didáticos, científicos e recreativos. Funciona dentro do prédio da Fundação de Cultura de Corumbá.[43]